# Anders Åslund (Wirtschaftswissenschaftler)

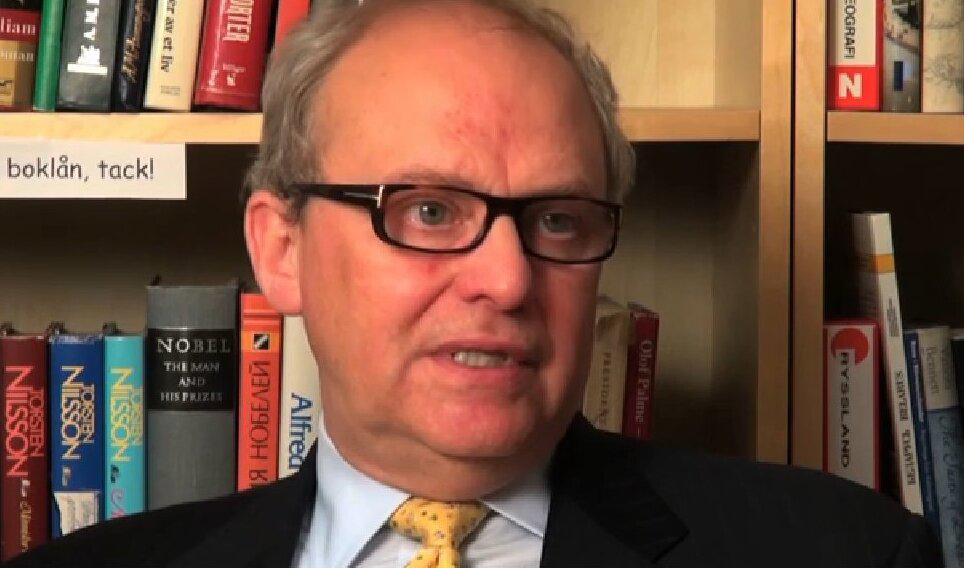
Anders Åslund, vor 2014

Anders Åslund (* 17. Februar 1952 in Karlskoga) ist ein schwedischer Wirtschaftswissenschaftler.

## Leben
Anders Åslund promovierte 1982 an der Universität Oxford. Von 1989 bis 1994 war er an der Handelshochschule Stockholm Professor für Internationale Wirtschaft. Anschließend wechselte er nach Washington, D.C. zum Carnegie Endowment for International Peace. Von 2006 bis 2015 war Åslund Senior Fellow am privaten Peterson Institute for International Economics. Er hat einen Lehrauftrag an der Georgetown University.

## Politikberatung
Als Osteuropa-Experte beriet er die Regierung Jelzin. Ab 1994 war er als Wirtschaftsberater für Leonid Kutschma tätig,  den neugewählten Präsidenten der unabhängig gewordenen Ukraine. Ab 1998 beriet Åslund den kirgisischen Präsidenten Askar Akajew.
Er sitzt im Beirat des Center for Social and Economic Research (CASE) und ist Senior Fellow des Atlantic Council.

## Werke als Herausgeber
- mit Simeon Djankov (Hrsg.): The Great Rebirth – Lessons from the Victory of Capitalism over Communism. Peterson Institute for International Economics, Washington 2014, ISBN 978-0-88132-697-0.

## Werke als Autor
- Ukraine: What Went Wrong and How to Fix It. Peterson Institute for International Economics, Washington (D.C.) 2015, ISBN 978-0-88132-701-4.